# Спілка археологів України
Спілка археологів України — всеукраїнська громадська організація, яка об'єднує українських археологів і громадських активістів з метою захисту історичної спадщини, спільних творчих, економічних та соціальних інтересів самих археологів.

## Історія створення
Всеукраїнську громадську організацію «Спілка археологів України» було створено за ініціативи видатного археолога Дениса Козака.
Офіційно організація була зареєстрована Міністерством юстиції України 13 квітня 2010 року за № 3320 у реєстрі громадських організацій.

## Завдання спілки
Основною метою діяльності Спілки археологів України є об'єднання археологів України на основі їх професійної солідарності для задоволення та захисту своїх законних соціальних, творчих, економічних та інших спільних інтересів.
Основними завданнями Спілки є:
- сприяння розвитку археологічної науки в Україні, її методичному та технологічному удосконаленню, проведенню археологічних досліджень на території України;
- сприяння у практичному здійсненні програм і проектів, спрямованих на охорону, дослідження, використання та реставрацію пам'яток та об'єктів археологічної спадщини України, особливо тих, яким загрожує небезпека знищення та пошкодження під впливом природних факторів, або в результаті господарської діяльності;
- пошук джерел фінансування та організація публікації результатів наукових досліджень археологічної спадщини;
- розвиток зв'язків з міжнародними та національними Спілками у галузі охорони археологічної спадщини;
- захист законних інтересів членів Спілки, створення умов для їх професійного та творчого розвитку, інформаційно-методична підтримка їх діяльності;
- підвищення ролі і авторитету археологічної професії в українському суспільстві;
- створення дієвого механізму обміну інформацією, досвідом, спілкування членів Спілки[5].

Організація є учасницею коаліції Реанімаційний пакет реформ.

## Місцеві відділення
В складі Спілки діють 15 обласних відділень: Волинське, Донецьке, Запорізьке, Івано-Франківське, Київське, Луганське, Львівське, Миколаївське, Рівненське, Тернопільське, Харківське, Хмельницьке, Черкаське, Чернівецьке, Чернігівське; а також два міських відділення: Київське і Севастопольське.

## Діяльність
2 лютого 2024 року, за повідомленням Міністерства культури та інформаційної політики України, Спілка археологів України представила інформаційну кампанію «Паспорт твоєї ідентичності», яка допоможе дізнатись більше про нашу спадщину, історію та культуру.